# Neodorcadion laqueatum
Neodorcadion laqueatum là một loài bọ cánh cứng trong họ Cerambycidae.